# Бетешть (Прахова)
Бетешть, Бетешті (рум. Bătești) — село у повіті Прахова в Румунії. Входить до складу комуни Бразь.
Село розташоване на відстані 45 км на північ від Бухареста, 10 км на південь від Плоєшті, 96 км на південь від Брашова.

## Населення
За даними перепису населення 2002 року у селі проживали 1724 особи, з них 1723 особи (99,9%) румунів. Рідною мовою 1723 особи (99,9%) назвали румунську.